# Фріц Беш
Фріц Беш ( — ) — швейцарський академічний веслувальник.
Срібний призер Олімпійських Ігор 1928 року в складі розпашної четвірки зі стерновим.